# Ernst von Brauchitsch
Johannes Ernst von Brauchitsch (geb. 25. Dezember 1856 in Annaburg, Kreis Torgau; gest. 15. Mai 1932) war ein deutscher Fotograf. Er war als Architekturfotograf vor allem in Halle an der Saale und Berlin tätig.

## Lebensweg
Johannes Ernst von Brauchitsch wurde am 25. Dezember 1856 in Schloss Annaburg geboren. Seine Eltern waren der Oberstleutnant Emil von Brauchitsch (1801–1881), Direktor des Militär-Knaben-Erziehungs-Instituts in Schloss Annaburg, und seine Ehefrau Marie Louise Adelheid, geborene von Braunschweig (1812–1856). Seine Mutter Marie Louise von Brauchitsch starb offenbar bei seiner Geburt.
Nach Abschluss seiner Schulzeit nahm von Brauchitsch ein Architekturstudium auf, das er jedoch wegen seiner zunehmenden Schwerhörigkeit wieder abbrach. Einer der ältesten Freunde von Brauchitschs war der Architekt Ludwig Hoffmann (1852–1932), später (von 1896 bis 1924) Stadtbaurat von Berlin.
Ernst von Brauchitsch sattelte um zum Fotografenberuf. Wo und bei wem von Brauchitsch seine Ausbildung zum Fotografen erhielt, ist nicht bekannt. 1888 gründete er in Halle an der Saale sein eigenes Fotoatelier und blieb dort rund 13 Jahre lang, bis 1901, tätig. Er betätigte sich (zumindest unter anderem) als Architektur-Fotograf. Er fotografierte beispielsweise die Bauten der Architekten Friedrich Kallmeyer (1853-1929) und Reinhold Knoch (1854-1930) in Halle an der Saale. Von Halle aus machte von Brauchitsch viele Aufnahmen vom Neubau des Reichsgericht in Leipzig für dessen Architekten Ludwig Hoffmann und Peter Dybwad.
Ernst von Brauchitsch heiratete am 26. Juli 1888 Margarethe von Boltenstern (geb. 14. Juni 1865 in Frankenthal auf Rügen; gest. 15. Februar 1957 in München). Die Eheleute wurden die Eltern von Johannes Georg von Brauchitsch, geb. 19. Mai 1889 in Halle an der Saale. Margarethe von Brauchitsch war Designerin und Textil-Unternehmerin. Sie galt als Vorreiterin bei der Gestaltung von Textilien im Jugendstil und gehörte zu den Gründungsmitgliedern des Deutschen Werkbundes und der Vereinigten Werkstätten für Kunst im Handwerk in München. 
In den von Paul Graef (1855–1925) herausgegebenen Blättern für Architektur und Kunsthandwerk wurden in den Jahren von 1897 bis 1901 häufig Lichtdrucke von Architekturfotografien Ernst von Brauchitschs veröffentlicht, die dieser unter anderem in Halle, Leipzig, Gera, Köthen, Goslar, der Burg Lauenstein in Oberfranken und Berlin aufgenommen hatte.
Als Ludwig Hoffmann im Jahr 1896 Stadtbaurat in Berlin wurde, pendelte von Brauchitsch zunächst zwischen Halle und Berlin und führte für Hoffmann, aber auch für den Architekten Alfred Messel (1853–1909), Foto-Aufträge aus.
1899, nach elf Jahren Ehe, wurden Ernst von Brauchitsch und Margarethe von Brauchitsch, geb. von Boltenstern, voneinander geschieden. Ihr Sohn Johannes war zu dieser zehn Jahre alt. Er wurde später Offizier und Ehrenritter des Johanniterordens, war mit der Kaufmannstochter Else Brettschneider aus Hamburg verheiratet; er hatte keine Nachfahren.
Im April 1901 zog Ernst von Brauchitsch nach Berlin um, wohl auf Anregung Ludwig Hoffmanns. Unter der Adresse Pallasstr. 12, Gartenhaus II., ist Ernst von Brauchitsch in den Berliner Adressbüchern von 1903 bis 1925 als Fotograf nachweisbar. Ab 1926 bis zu seinem Todesjahr 1932 erscheint er dort unter derselben Adresse als Privatier.
Zwischen 1902 und 1912 dokumentierte Ernst von Brauchitsch in elf Mappen, die unter dem Titel „Neubauten der Stadt Berlin“ zunächst im Verlag von Bruno Hessling, später dann beim Verlag Ernst Wasmuth (1845–1897) erschienen, Bauten des Architekten und Stadtbaurats Ludwig Hoffmann für die Stadt Berlin. Dieses Werk blieb insofern unvollständig, als das sein bis 1912 erschienenen elf Bände nur jene Bauten erfassten, die unter Stadtbaurat Hoffmann bis 1912 entstanden. Nach Ausbruch des Ersten Weltkriegs fiel die Fortsetzung der Mappenreihe Sparmaßnahmen zum Opfer, obwohl Hoffmanns Amtszeit erst 1924 endete.
Architekturfotografien von Ernst von Brauchitsch waren auf der photographischen Ausstellung in Berlin im Jahr 1906 ausgestellt.
Johannes Ernst von Brauchitsch heiratete am 5. Oktober 1908 in Berlin erneut. Er war in zweiter Ehe mit der neunzehn Jahre jüngeren Wanda Ismailia Théremin (geb. 25. Oktober 1875 in Berlin, gest. 3. Januar 1922 ebenda) verheiratet. Sie war eine Tochter der Alexandra Reimer und des königlich-preußischen Legationsrats und Generalkonsuls Cephas Ludwig Wilhelm Léon Théremin (geb. 1813; gest. 13. November 1877), der seit 1862 Generalkonsul in Ägypten war und 1870 aus dem Auswärtigen Dienst ausschied. Wanda von Brauchitsch fotografierte ebenfalls, wenn auch wohl nicht berufsmäßig. Aus ihrer Ehe ging Ernst-Hermann Wolfgang Otto von Brauchitsch (geb. 7. Juli 1915 in Berlin; gest. 10. August 1984 in Aachen) hervor.
Im Jahr 1914 erschien das Buch Der Märchenbrunnen im Friedrichshain zu Berlin mit Fotos von Brauchitschs im Verlag für Kunstwissenschaft in Berlin über den im Juni 1913 eröffneten Märchenbrunnen im Volkspark Friedrichshain. Die Parkanlage an der Westspitze des Volksparks Friedrichshain hatte ebenfalls Ludwig Hoffmann entworfen.
Ernst von Brauchitsch hat unter anderem Innenaufnahmen in der (alten) Nationalgalerie und im Pergamonmuseum sowie im Märkischen Museum angefertigt. Ernst von Brauchitsch war zweiter Vorsitzender des Vereins für Exlibriskunst und Gebrauchsgraphik
Er starb am 15. Mai 1932. Über den Verbleib seines Nachlasses ist nichts bekannt, es wird jedoch vermutet, dass er bei einem Bombenangriff vernichtet wurde.
Die Adelsfamilie Brauchitsch brachte außer dem hier behandelten Ernst von Brauchitsch (1856–1932) und seiner zweiten Ehefrau Wanda von Brauchitsch (1875–1922) noch mehrere weitere bekannte Fotografen hervor, nämlich das Ehepaar Helga (1936–2023) und Victor von Brauchitsch (geb. 1940) und deren Sohn Boris von Brauchitsch (geb. 1963). Der Wirtschafts- und Porträtfotograf Wolfgang von Brauchitsch (geb. 1951) ist ein Enkel des Architekturfotografen Ernst von Brauchitsch.

## Werke
- Der Märchenbrunnen im Friedrichshain zu Berlin. Ludwig Hoffmann, Verlag für Kunstwissenschaft, Berlin [1914]
- Das Tafelsilber ihrer Kaiserlichen und Königlichen Hoheit des Kronprinzen und der Kronprinzessin Friedrich Wilhelm von Preussen. Festgeschenk zu höchstderen Vermählung am 3. Juni 1905. Dargebracht von Preussischen Städten. Verlagsanstalt Alexander Koch, Darmstadt. Photographische Aufnahmen von E. v. Brauchitsch. Berlin 1916, ca. 30 × 40.
- „Neubauten der Stadt Berlin“, elf Mappen, darunter: Rudolf-Virchow-Krankenhaus (6. Band), Irrenhaus in Buch (7. Band), Märkisches Museum (8. Band) und Neues Stadthaus (10. Band)
- Fotos in: Ältere Denkmäler der Baukunst und des Kunstgewerbes in Halle a. S., Hrsg. Kunstgewerbeverein für Halle und dem Regierungsbezirk Merseburg

## Galerie

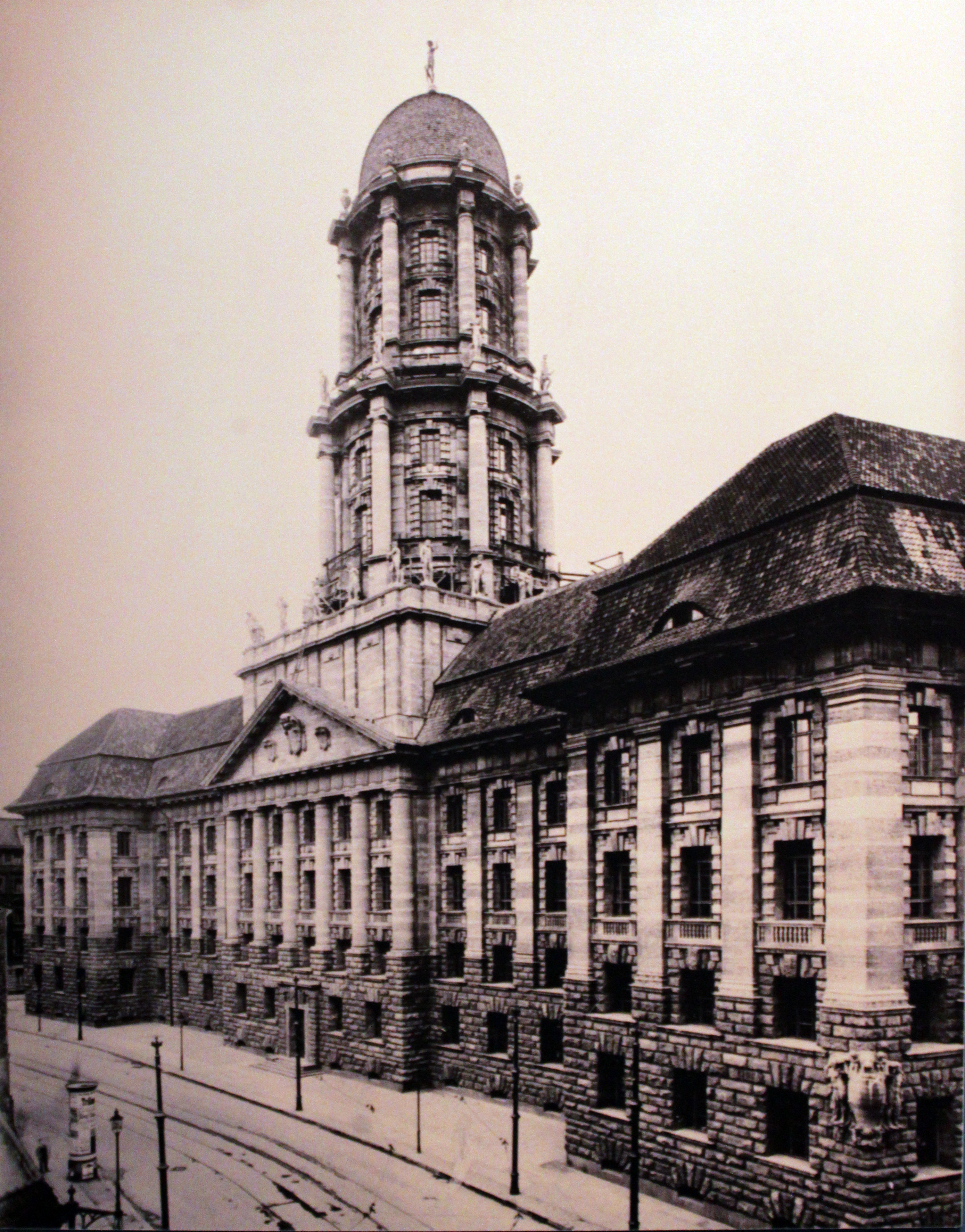
Berliner Stadthaus, Klosterstraße
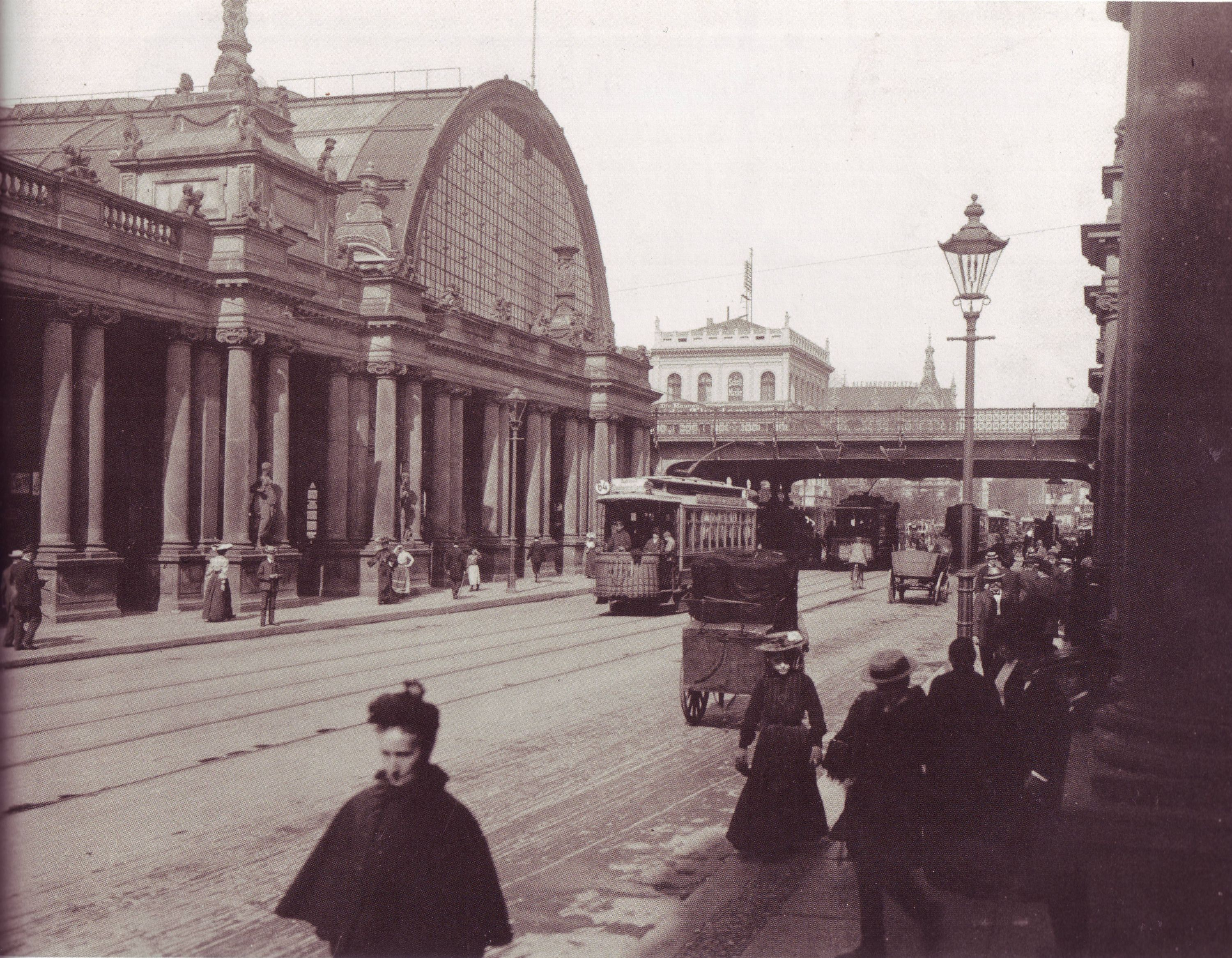
Berlin, Bahnhof Alexanderplatz mit Königskolonnaden
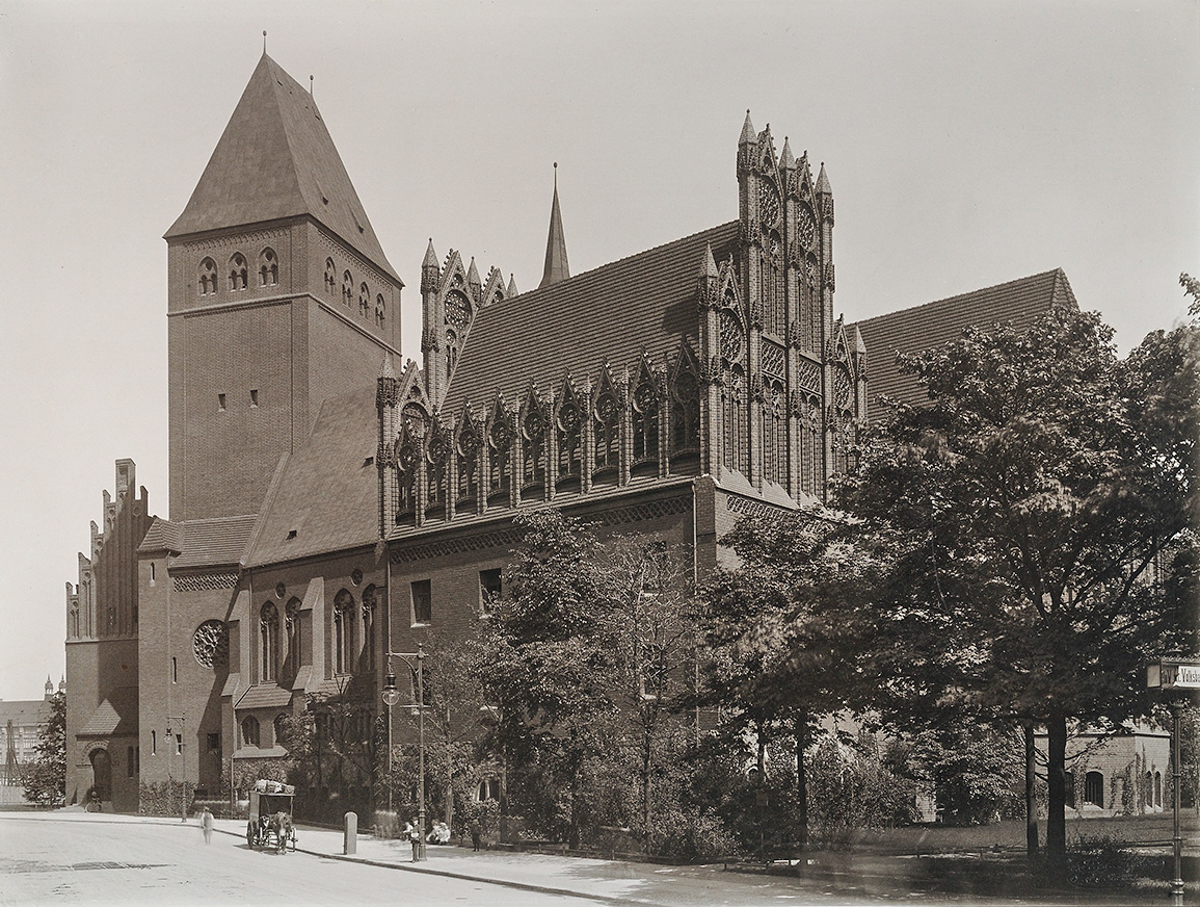
Berlin, Märkisches Museum
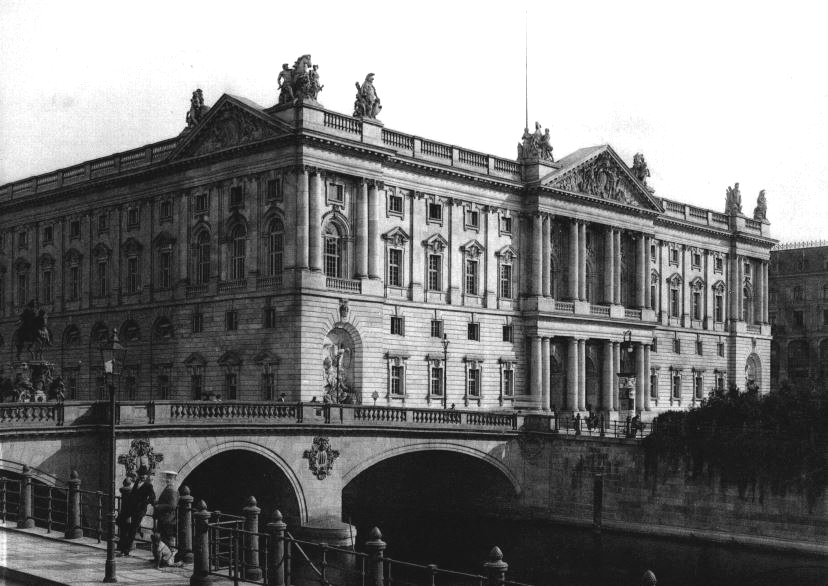
Berlin, Neuer Marstall, Schlossplatz

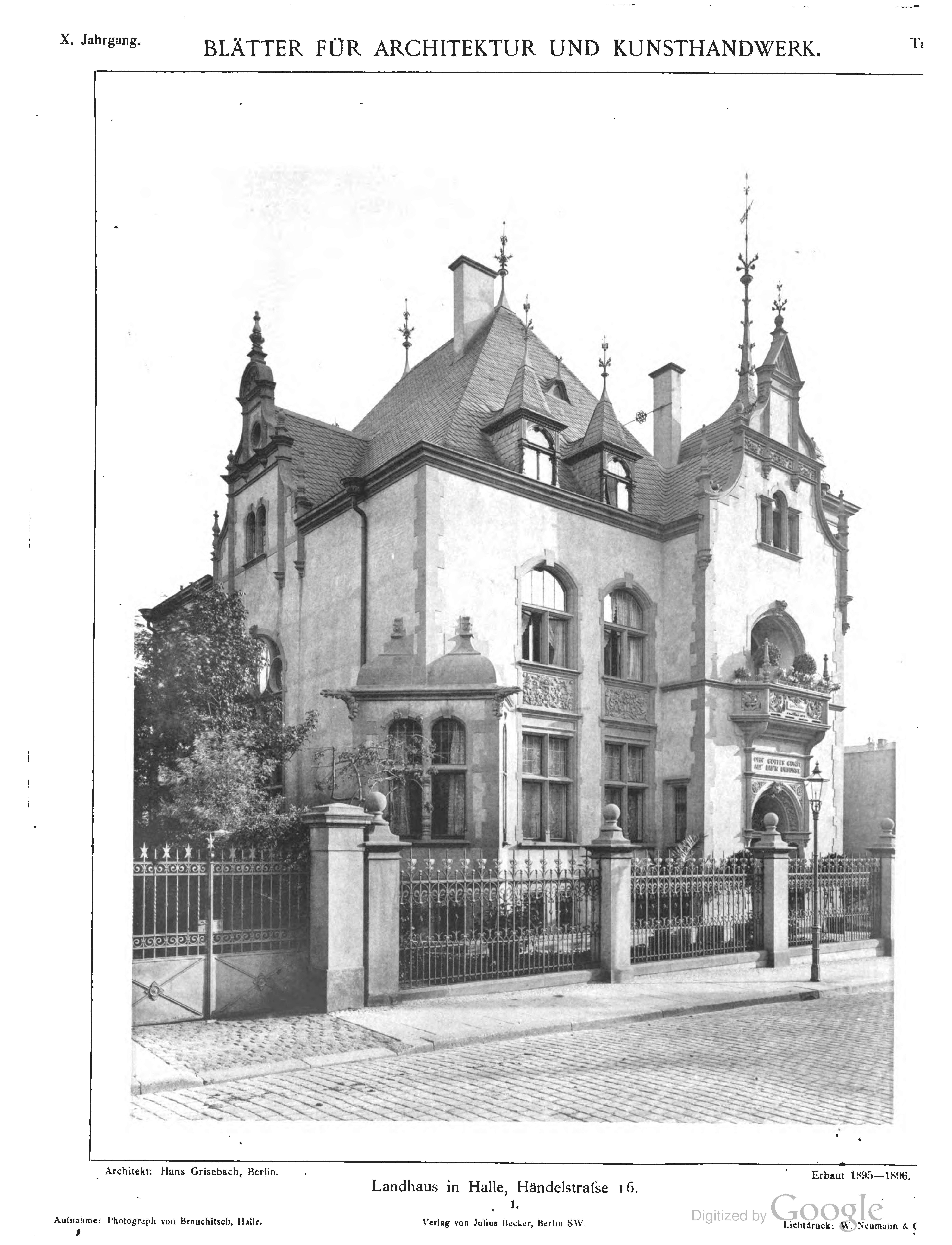
Landhaus in Halle, Händelstraße 16, Architekt: Hans Grisebach, Berlin, erbaut 1895/1896
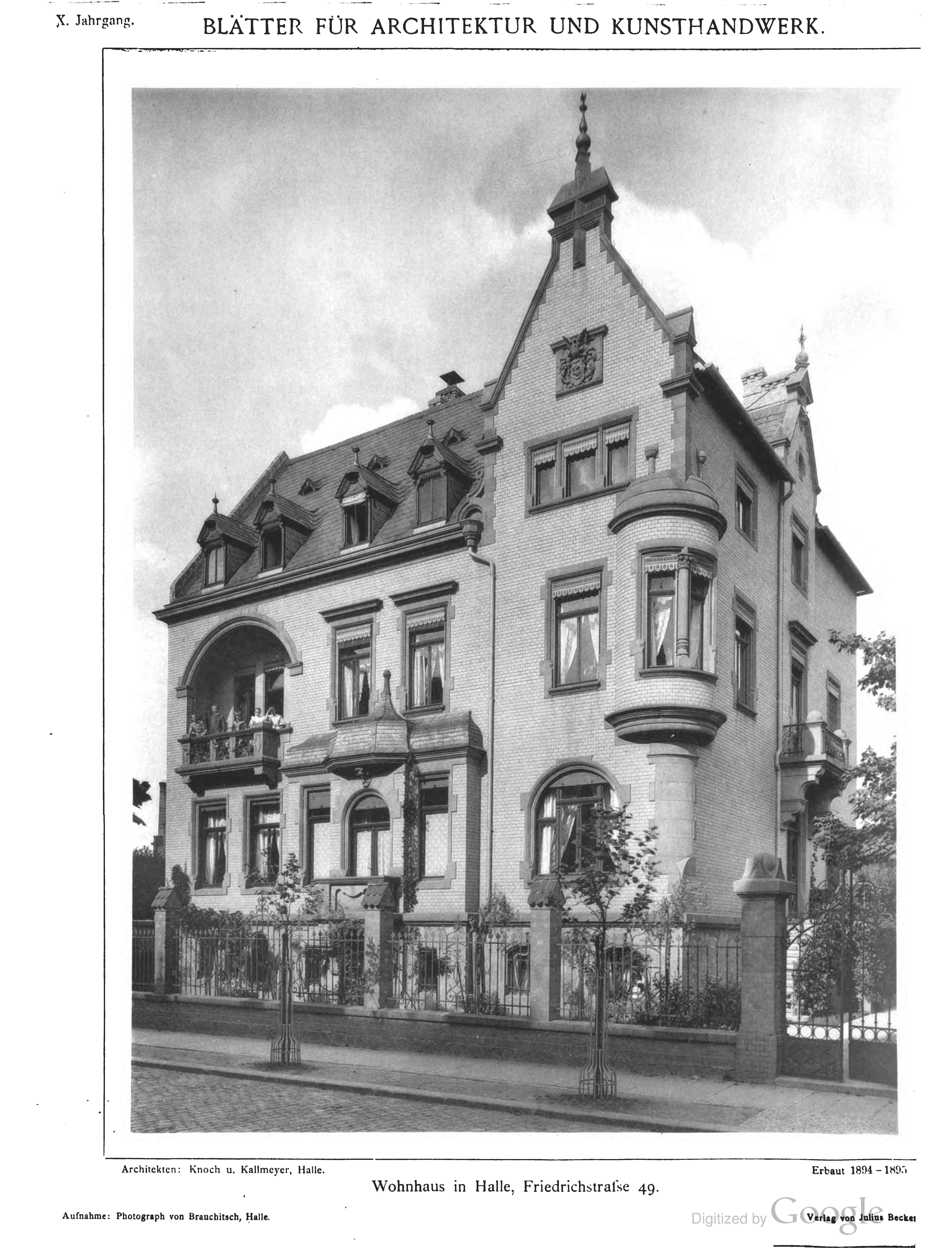
Wohnhaus in Halle, Friedrichstraße 49, Architekten: Knoch u. Kallmeyer, erbaut 1894/1895
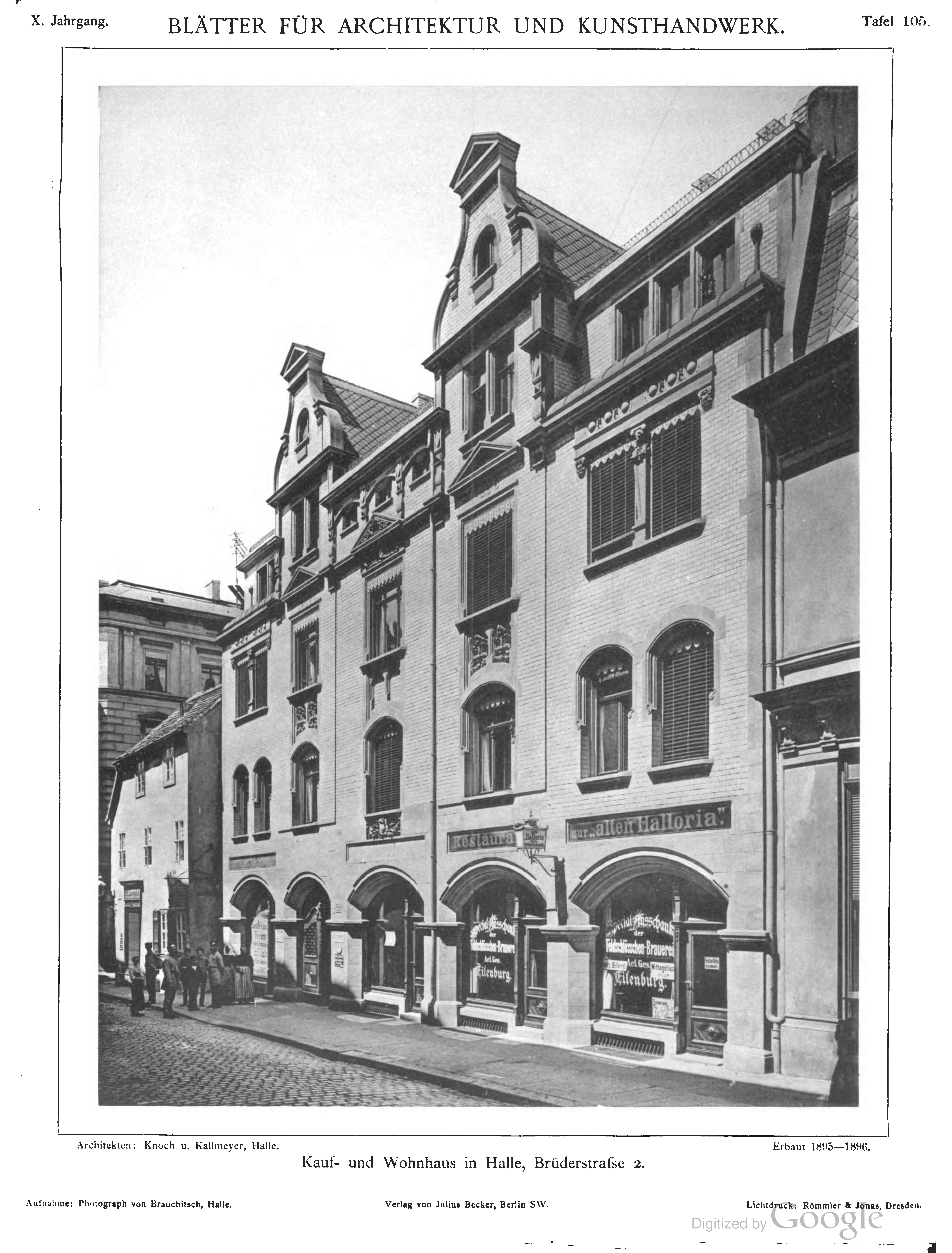
Kauf- und Wohnhaus in Halle a. d. Saale, Brüderstraße 2, Architekten: Knoch u. Kallmeyer, erbaut 1895/1896
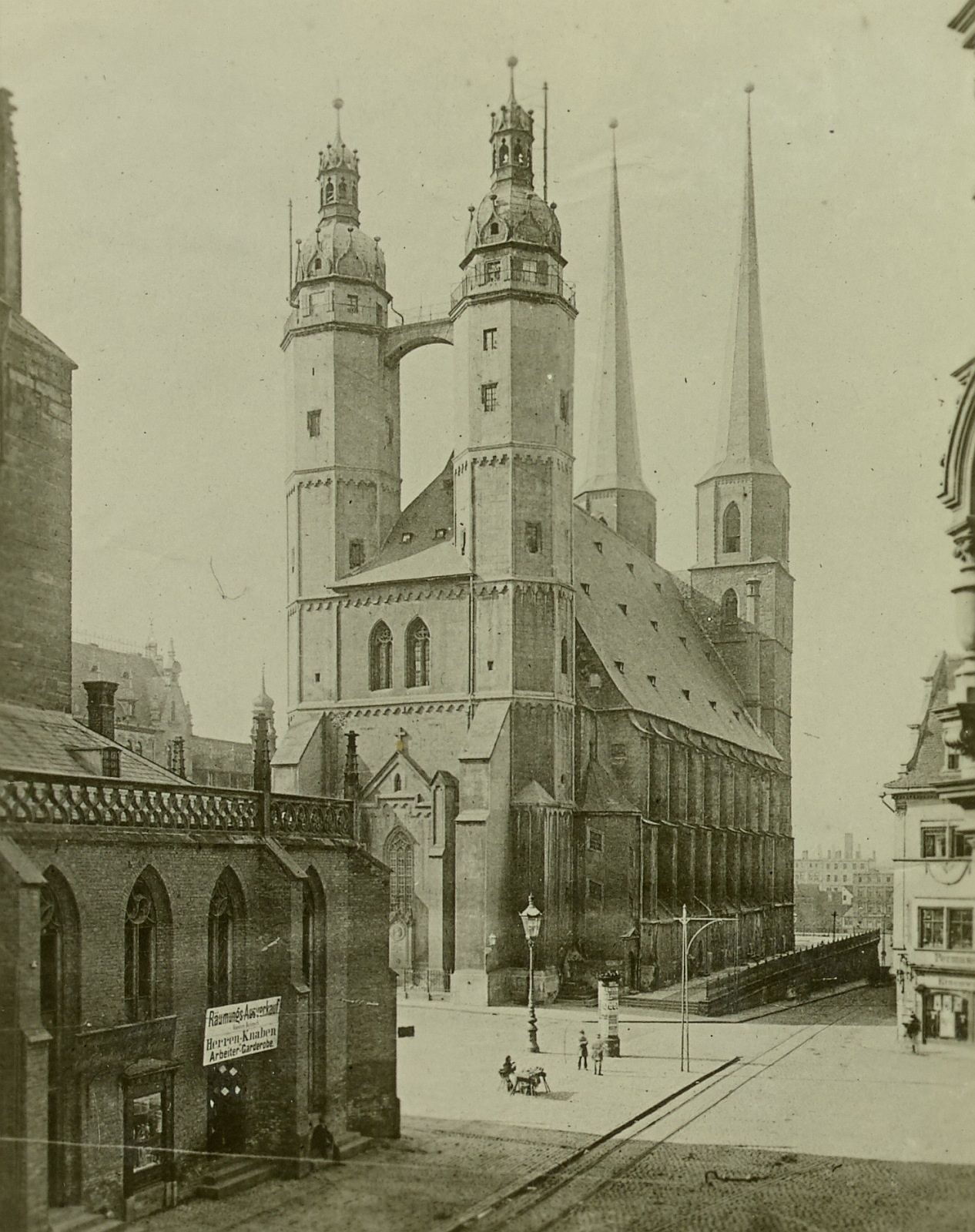
Halle, Marktkirche